# Jasmin Schornberg
Jasmin Schornberg, född den 7 april 1986 i Lippstadt, Västtyskland, är en tysk kanotist.
Hon tog VM-guld i K-1 i slalom 2013 i Prag.